# شغب

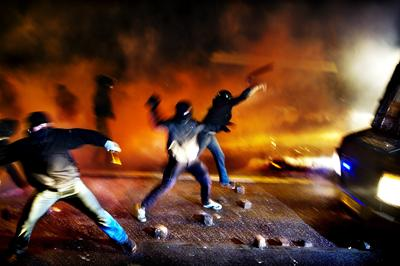
أعمال شغب

الشغب هو شكل من أشكال الاضطرابات المدنية التي تتسم بها الجماعات غير المنظمة المنتقدة للسلطة في سلسلة متلاحقة ومفاجئة ومكثفة بعنف ضد الأشخاص أو الممتلكات.
وغالبا ما تحدث أعمال الشغب ردًا على الضيم.
وعلى مدى التاريخ، تحدث أعمال الشغب نتيجة لضعف العمل أو ظروف المعيشة، وبسبب قمع الحكومة، وفرضها الضرائب أو التجنيد، أو نتيجة لصراعات بين الأعراق والأديان ونتيجة الحاجات للإمدادات الغذائية، أو نتيجة لحدث رياضي أو كنتيجة للإحباط مع القنوات القانونية ومن خلالها تسعى بعض القوى لتقديم شكاواها وتوصيلها.
هذا وقد أصبح بعض مثيري الشغب على مستوى عال في الفهم وتحمل التكتيكات التي تستخدمها الشرطة في مثل هذه الحالات. فقد صدرت كتيبات عن أعمال الشغب الناجحة وهذه الكتيبات متوفرة على شبكة الإنترنت. وقد شجعت مثيري الشغب للحصول على الصحافة المعنية، وطرق سالكة لما هو أكثر سلامة مع آلات التصوير. وأمور أخرى في ذات الاهتمام. فأصبح المواطنون مع كاميرات الفيديو يحملون تأثير إضافي على السلطة وهو ما يجعل الكاميرات مهمة إضافية لكل من مثيري الشغب والشرطة. وقد تستخدم الشرطة قنابل ذات روائح كريهة لفض الشغب.